# Relations entre l'Azerbaïdjan et la Lituanie
Les relations entre l'Azerbaïdjan et la Lituanie sont établies le 27 novembre 1995, quatre ans après leurs indépendances vis-à-vis de l'URSS. L'Azerbaïdjan a une ambassade à Vilnius et la Lituanie a une ambassade à Bakou. Les deux pays sont membres du Conseil de l'Europe et de l'Organisation pour la sécurité et la coopération en Europe.